# Walter Bassan
Pour les articles homonymes, voir Bassan.
Walter Bassan, né le 5 novembre 1926 à Rovigo en Vénétie et mort le 5 septembre 2017 à La Tour en Haute-Savoie, est un résistant français.

## Biographie
Walter Bassan naît en Italie en 1926 dans une famille déjà engagée contre le fascisme du régime de Mussolini. Son père, afin d'éviter l'oppression du régime, s'expatrie en Belgique, puis en France, en Haute-Savoie, où il trouve du travail comme manutentionnaire au moulin de Juvigny. Il sera rejoint par sa famille en 1930.

En 1943, à l'âge de 17 ans, il rejoint un groupe de 25 jeunes de la résistance intérieure française ayant tous entre 15 et 20 ans. Vendus par des délateurs, ils sont dénoncés à la Milice et arrêtés le 23 mars 1944. Ils sont emmenés à l'intendance d'Annecy où sévissait la section politique anti-communiste et où ils sont interrogés sous la torture. Après un mois passé là-bas, ils sont transférés à la prison Saint-Paul de Lyon. Environ 700 résistants du Rhône y sont prisonniers.
Lors du bombardement de l'avenue Berthelot, les membres du groupe de Walter sortent de leurs cellules respectives et prennent le pouvoir en prison, mais cela ne les libérera pas pour autant. Ils sont ensuite mis dans des wagons. Ces jeunes pensaient être envoyés en Allemagne afin d'y travailler mais, en descendant du train, ils se retrouvent au camp de Dachau.
Walter Bassan n'a jamais baissé les bras et a toujours su tenir le coup. Il retrouve enfin la liberté en avril 1945, après 11 mois passés là-bas. Il se battra ensuite constamment pour les valeurs de la Résistance et contre toutes les formes de violence sociale : inégalités, xénophobie, haine raciale...

### Engagement politique
Walter faisait partie de l'association Citoyens Résistants d'Hier et d'Aujourd'hui. Dans ce cadre, il entretenait la mémoire de ces gens et continuait de raconter son récit à des jeunes, à des adultes et à des aînés.
En 2009, Gilles Perret achevait son reportage réalisé en suivant Walter Bassan pendant deux ans. Il sortira ensuite le film Walter, retour en résistance, qui retrace sa vie de résistant,,.
Le 27 mai 2012, Walter Bassan a fait l'allocution finale du rassemblement organisé sur le plateau des Glières (Haute-Savoie) par l'association Citoyens résistants d'hier et d'aujourd'hui (CRHA) depuis 2007.
Depuis novembre 2013, Walter Bassan était président de la Fédération nationale des déportés et internés résistants et patriotes (FNDIRP).
En 2014, il faisait partie, symboliquement à la dernière place, de la liste « l'Humain d'abord » aux élections municipales de la ville d'Annecy.

### Décès
Walter Bassan est mort le 5 septembre 2017 vers 3 heures du matin à l’hôpital Dufresne-Sommeiller de La Tour où il avait été admis le 30 août pour un cancer,.